# Triebtal
Das Naturschutzgebiet Triebtal liegt im Vogtlandkreis in Sachsen. Es erstreckt sich nordwestlich, östlich, südöstlich und südlich von Jocketa, einem Ortsteil der Gemeinde Pöhl, entlang der Trieb, eines rechten Nebenflusses der Weißen Elster. Westlich des Gebietes fließt die Weiße Elster und erstreckt sich das 42,72 ha große Naturschutzgebiet Elsterhang bei Röttis, am östlichen Rand verläuft die S 297 und direkt anschließend östlich erstreckt sich die 3,87 km² große Talsperre Pöhl.

## Bedeutung
Das etwa 108 ha große Gebiet mit der NSG-Nr. C 35 wurde im Jahr 1938 unter Naturschutz gestellt.